# Maria Sig Møller
Maria Sig Møller (født 10. oktober 1983 i Aarhus) er en kvindelig dansk atlet, som hovedsageligt begår sig i langdistanceløb. Hendes primær discipliner er 10.000 meter/10 km, halvmaraton og cross. Hun løber for AGF-Atletik og trænes af Thomas Nolan Hansen. 
Møller begyndte sin løbekarriere i AGF i starten af 2005 efter at have dyrket løb på motionsplan i nogle måneder. I efteråret 2006 kom den første rigtig gode placering da hun blev nummer fire til DM lang cross, som ydermere førte til hendes første landsholdsudtagelse til NM Cross i Norge. Hendes egentlige gennembrud kom i 2007, hvor de første medaljer ved DM kom i hus. Hun er udtaget til EM i Barcelona 2010 på 10.000 meter.

Møller læser til daglig til en kandidateksamen i strategi, organisation og ledelse (Cand.merc. SOL), på Handelshøjskolen i Aarhus, og forventer at blive færdig med det i sommeren 2010. Hun sidder også på en plads i AGF-atletiks bestyrelse.
Maria Sig Møllers tvillingesøster Sara Sig Møller, dyrker triathlon for Aarhus 1900. Både deres far og mor er tidligere eliteudøvere, henholdsvis tikæmper og svømmer.

## Danske mesterskaber
- Guld 2009 Lang cross (vinder af Peter Bistrup Pokalen)
- Sølv 2009 Kort cross
- Sølv 2008 Lang cross
- Bronze 2008 Kort cross
- Guld 2007 Halvmaraton
- Guld 2007 10.000 meter
- Guld 2007 5000 meter
- Bronze 2007 Lang cross

## Landsholdsudtagelser
- 2006
  - Nordiske Mesterskaber Cross: Nummer 14
- 2007
  - Nordiske Mesterskaber 10.000 m: Udgik
  - Universiaden 5000 meter: Nummer 11
  - Nordiske Mesterskaber Cross: Nummer 12

## Personlige Rekorder
- 3000 meter: 9:38,59   (Sarajevo, Bosnien-Herzegovina, 2009)
- 5000 meter: 16.42.55 (Tallinn, 2008)
- 10.000 meter:  33.18.40 (Madeira, 2009)
- 10 km landevej: 33.33 min (Manchester, 2009)
- Halvmaraton: 1.12.50 time (Birmingham, 2009)